# تونی لئوندیس
تونی لئوندیس (انگلیسی: Tony Leondis؛ زادهٔ ۲۴ مارس ۱۹۷۲) یک کارگردان و پویانمای اهل ایالات متحده آمریکا است.

## فیلم‌شناسی
- شیرشاه ۲: پادشاهی سیمبا (۱۹۹۸) (additional character designer)
- شاهزاده مصر (۱۹۹۸) (story artist)
- به سوی الدورادو (۲۰۰۰) (additional storyboard artist)
- Home on the Range (۲۰۰۴) (story artist)
- Lilo & Stitch 2: Stitch Has a Glitch (۲۰۰۵) (کارگردان، فیلم‌نامه)
- Kronk's New Groove (۲۰۰۵) (داستان)
- ایگور (۲۰۰۸) (کارگردان، additional screenplay, voice of Killisuem Fan)
- Kung Fu Panda: Secrets of the Masters (۲۰۱۱) (director, voice of Croc)
- دریم‌ورکس انیمیشن (۲۰۱۵) (کارگردان)[۱]
- شکلک